# Porcelia macrocarpa
Porcelia macrocarpa é uma espécie de plantas da família das anonáceas. Esta espécie é endêmica do Brasil.

## Distribuição
Esta espécie é endêmica do Brasil, ocorre nos estados de Goiás, Bahia, Minas Gerais, Rio de Janeiro, São Paulo, Paraná, Santa Catarina.